# Bohemia (Schiff, 1896)
Die Bohemia war ein 1887 für den Transport von Passagieren und Fracht in Dienst gestelltes Schiff des Österreichischen Lloyd, das nach dem cisleithanischen Kronland der Monarchie „Königreich Böhmen“ in seiner lateinischen Namensform benannt wurde. Es wurde während des Ersten Weltkriegs 1917 in Shanghai beschlagnahmt und lief später als chinesisches Handelsschiff (Hwa Ping) sowie als Schiff der chinesischen und japanischen Marine. Ihr genaues Schicksal nach 1941 ist unbekannt.

## Bau und Indienststellung beim Österreichischen Lloyd
Das aus Stahl gebaute zweimastige Dampfschiff Bohemia lief am 24. August 1896 auf der gesellschaftseigenen Werft, dem Lloydarsenal in Triest, vom Stapel und wurde am 19. Dezember 1896 in Dienst gestellt. Im Zustand der Ablieferung an den ÖL verfügte das Schiff noch über Rahsegel am Fockmast, die als Hilfssegel dienten (vgl. Abbildung). Später wurde die Takelage entfernt. Bei den Schiffsbildern von den Vergnügungsfahrten 1906 war die Segeleinrichtung jedenfalls nicht mehr zu sehen.

## Technische Daten, Ausstattung

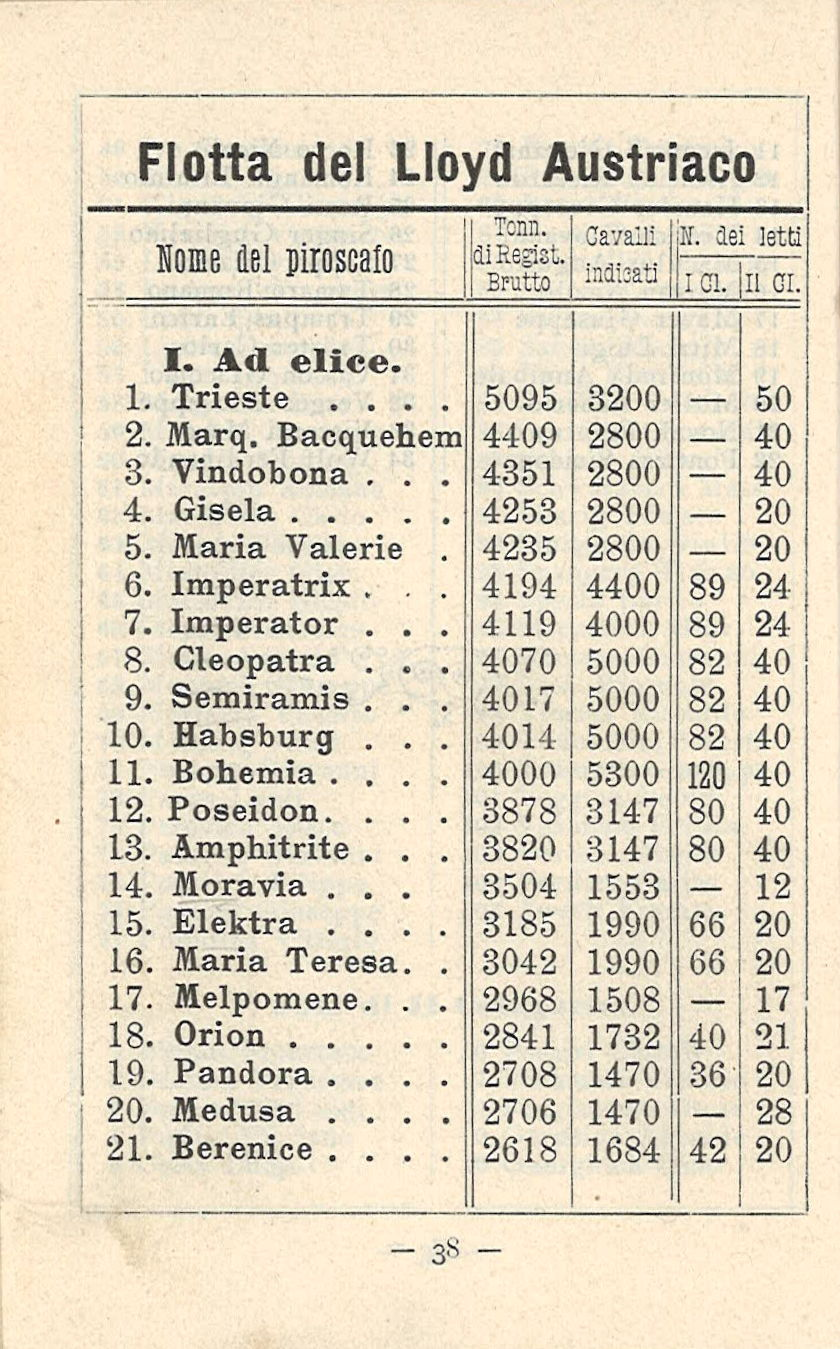
Daten der Bohemia (Almanacco di personale di cuccina e camere) del'Lloyd (1898), S. 38

Die Bohemia wurde mit 4.318 BRT vermessen und erreichte mit ihrer Maschinenleistung von 5300 PS eine Geschwindigkeit von 17 Knoten. Die Bohemia  verfügte 1898 über 120 Betten in der 1. Klasse und 40 Betten in der zweiten. In einer Reiseofferte für die III. Vergnügensfahrt im Herbst 1906 (siehe unten) wurde in Heft 9 von Cook’s Welt-Reise-Zeitung von 1906 zur Ausstattung Folgendes angemerkt: Auf dem Schiff sind zehn Badezimmer zur kostenlosen Benutzung für alle Passagiere vorhanden, es können die Dienste einer Kammerfrau und eines Bordarztes unentgeltlich in Anspruch genommen werden. Dagegen war der mitreisende Barbier zu entlohnen.

Verschiedene Zustandsphasen des Schiffs (1896–1914)
Stapellauf am 24. August 1896
Schiff um 1901 mit Takelage für Hilfssegel und Ladegeschirr am Fockmast
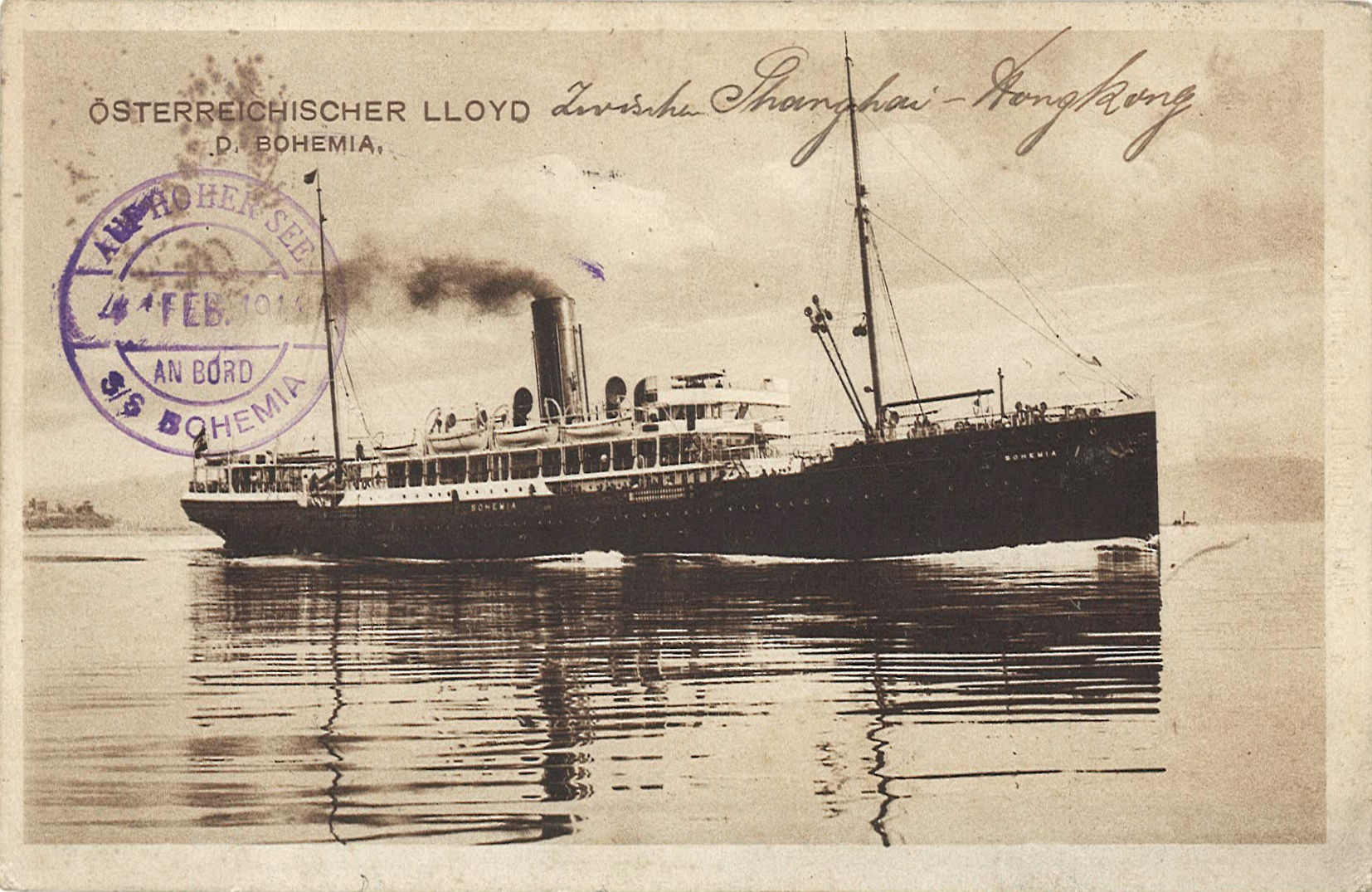
Zustand um 1914 nur noch mit Ladegeschirr am Fockmast

## Einsatz des Schiffs

### Linienverkehr
Die Bohemia war primär zur Verstärkung der Kapazitäten im Eildienst zwischen Triest und Alexandria angeschafft worden. Hier waren schon die in England gebauten Schiffe Semiramis (Dumbarton, 1895) und Cleopatra (Greenock, 1894) sowie die Habsburg (Lloyd Arsenal, 1894) im Einsatz. Diese Linie bildete später neben der Eillinie nach Bombay mit die rentabelste Passagierlinie des Lloyd. Die neue Lloyd-Direktion hatte es nämlich erreicht, dass zunächst der Luxuszug Ostende-Wien vom 1. Januar 1896 an einmal pro Woche bis Triest fuhr und dadurch direkten Anschluss an die Schifffahrtslinien nach und aus Alexandria hatte; zum Sommerfahrplan 1900 trat allerdings wegen schwacher Nachfrage ein Kurswagen in einem normalen Schnellzug der Südbahngesellschaft an die Stelle des gesamten Express’.
Einmal im Monat fuhr die Bohemia auch in die Häfen des Fernen Ostens bis Kobe.

### Fahrten des Reisebüros Carl Stangen

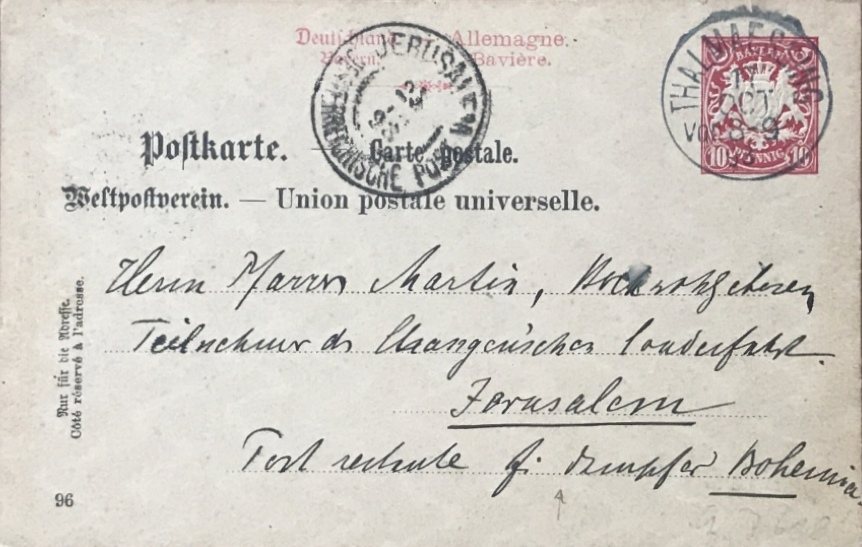
Postkarte an einen Pfarrer als Passagier der Bohemia (Reisebüro Stangen, Spezialreise nach Jerusalem: Eröffnung der Erlöserkirche 1898)

Regelmäßig belegte der Berliner Reiseunternehmer Carl Stangen für seine Orientfahrten Kabinenkapazitäten der ersten und zweiten Klasse auf diesem Schiff. Da damals solche Reisen aufgrund ihrer Kosten nur von den begüterten Schichten durchgeführt werden konnten, waren die Reisegruppen, die zumeist mit der Eisenbahn von Berlin Anhalter Bahnhof aus über Wien und sodann bis Triest fuhren und dort die Seereise begannen, entsprechen klein. Eine Buchung der gesamten Passagierkapazitäten einer Fahrt kam daher nicht in Betracht.
Allerdings ergab sich für die im Herbst 1898 angebotene Fahrt nach Ägypten und von dort aus nach Jerusalem aufgrund der zu diesem Zeitpunkt anstehenden Eröffnung der Erlöserkirche in Jerusalem am 31. Oktober 1898 durch den Deutschen Kaiser Wilhelm II. eine solche Nachfrage, dass Stangen mit allen ihm auf der Bohemia zur Verfügung stehenden Plätzen ausgebucht war und er zusätzlich Plätze auf der ebenfalls im Eildienst zwischen Triest und Alexandria laufenden Thalia buchen musste. Zuvor hatte Stangen seine Herbstfahrt mit der Teilnahme an der am 1. Oktober 1898 anstehenden Kircheneröffnung werbewirksam in der Presse verknüpft.

### Vergnügungsfahrten
Mit der Bohemia wurden insbesondere im Jahr 1906 zwei der drei sogenannten Vergnügungsfahrten auf dem Mittelmeer durchgeführt. Der Lloyd wollte mit diesen erkunden, ob für solche Reisen, die zuvor nur sporadisch unternommen worden waren, hinreichender Bedarf für eine laufende Durchführung gegeben und wie ein Schiff für diese vorzubereiten wäre. Die 2. Schiffsklasse wurde dazu durch entsprechende Anpassungsarbeiten so aufgewertet, dass insgesamt nur Plätze in der einheitlichen 1. Schiffsklasse angeboten wurden. Die Nachfrage schon nach der I. Fahrt vom 2. April bis 16. April 1906 war sehr rege. Ein Reisebericht des österreichischen Schriftstellers Adam Müller-Guttenbrunn belegt, dass Passagiere, die zuvor Reisen mit dem Norddeutschen Lloyd vorgezogen hatten, durch die angebotenen Leistungen während der Fahrt zu künftigen Buchungen beim Österreichischen Lloyd animiert wurden. Ein in Dillinger’s Reisezeitung veröffentlichter weiterer ausführlicher Fahrtbericht von der Oktoberfahrt (III.), die vom 2. bis 21. Oktober 1906 dauerte und u. a. über Malta, Tripolis und Tunis führte, bestätigte das Qualitätsurteil.
Für die noch in den Kinderschuhen steckenden Vergnügungsreisen 1906 wurde intensiv geworben. Die Teilnehmer der ersten, recht schnell ausgebuchten Fahrt im April 1906 wurden sogar in der offiziellen Reedereischrift Service de la Méditerranée für das Frühjahr 1906 aufgelistet. Üblicherweise wurden die Reiseteilnehmer nur in gesondert gedruckten Passagierlisten aufgeführt, die auch nur den jeweiligen Reiseteilnehmern ausgehändigt wurden, um für die folgenden beiden Fahrten zu Buchungen zu animieren. Unter den Teilnehmern befanden sich Hugo Fischer von Röslerstamm (Direktor der Nesselsdorfer Wagenbau-Fabriks-Gesellschaft), der Rechtssoziologe Eugen Ehrlich, der Redakteur des Neuen Wiener Tagblatts Adolf Gelber und der Abgeordnete Anton Buchmüller (1847–1924, Arzt).
Im Ergebnis des Versuchs entschied sich der Lloyd, die Thalia zu einem reinen Kreuzfahrtschiff umzubauen und ab 1907 vor allem mit diesem Schiff entsprechende Fahrten auf dem Mittelmeer und der Nordsee bis nach Spitzbergen anzubieten.

### Verbleib nach Ausbruch des Ersten Weltkriegs
Nach Kriegsausbruch suchte die Bohemia, die zu diesem Zeitpunkt im Fernen Osten unterwegs war, im Hafen von Shanghai, im zunächst neutralen China, Schutz, um der Kaperung durch britische Kriegsschiffe zu entgehen. Der Österreichische Lloyd versuchte dann, die Bohemia neben den auch dorthin geflüchteten Dampfern Silesia und China zu verkaufen, was aber zunächst misslang. Der mit dem chinesischen Reeder Ko Te-ching schließlich am 13. August 1917 abgeschlossene Kaufvertrag konnte jedoch nicht mehr realisiert werden, da am Folgetag China Österreich-Ungarn den Krieg erklärte und alle drei Dampfer von den chinesischen Behörden beschlagnahmt wurden. Der nach Kriegsende italienische Lloyd Triestino als Rechtsnachfolger des Österreichischen Lloyd – Italien war unter den Siegermächten – bemühte sich noch um eine Herausgabe des Schiffs auf dem Gerichtsweg, was aber letztlich misslang. Das Schiff lief dann unter chinesischer Flagge als Hwah Ping. 1923 wechselte es zur Marineabteilung, wo es 1930 in Poo An und 1936 in Poyang umbenannt wurde. Später kam das Schiff in japanische Hände und diente von 1940 bis Dezember 1941 als Hayo der japanischen Marine. Sein späteres Schicksal ist unbekannt, wahrscheinlich wurde es verschrottet.

## Poststempel, Werbung
Für die Vergnügungsreisen 1906 wurden Werbebroschüren aufgelegt und Inserate in Zeitungen und Zeitschriften vom Lloyd aufgegeben. Das Schiff wurde auf mehreren Postkarten abgebildet. Für das Schiffspostamt bestand ein Stempel mit dem Namenszug „BOHEMIA“, und es gab einen Bordstempel auf „Auf hoher See“ (siehe oben).